# Becca Fitzpatrick
Pour les articles homonymes, voir Fitzpatrick.
Œuvres principales
- La Saga des anges déchus

Becca Fitzpatrick, née le 3 février 1979 à Centerville dans l'Utah, est une romancière américaine devenue célèbre grâce au phénomène littéraire : La Saga des anges déchus comprenant : Hush, Hush, Crescendo, Silence et Finale.

## Biographie
Becca a grandi à North Platte, au Nebraska, elle sort diplômée en avril 2001 de Brigham Young University avec un diplôme en santé communautaire, elle est ensuite allée travailler en tant que secrétaire, enseignante et expert-comptable dans une école secondaire alternative à Provo.
C'est en février 2003 que son mari l'a inscrite à un cours d'écriture pour son 24e anniversaire. C'est pendant ce concours que Fitzpatrick a commencé à écrire son premier roman : Hush, Hush.

## Œuvres

### La Saga des anges déchus
1. Hush, Hush, MSK, 2010 (Hush, Hush, 2009)
2. Crescendo, MSK, 2011 (Crescendo, 2010)
3. Silence, MSK, 2012 (Silence, 2011)
4. Finale, MSK, 2012 (Finale, 2012)

### Romans indépendants
- Black Ice, MSK, 2015 (Black Ice, 2014)
- Ma vie cachée, Pocket Jeunesse, 2017 (Dangerous Lies, 2015)

## Autres œuvres
Elle est apparue dans le recueil de nouvelles : Kiss Me Deadly: 13 Tales of Paranormal Love qui réunit treize histoires courtes écrites par Caitlin Kittredge (en), Karen Mahoney, Justine Musk, Daniel Marques, Diana Peterfreund (en), Sarah Rees Brennan, Michelle Rowen, Carrie Ryan, Maggie Stiefvater, Rachel Vincent (en), Daniel Waters et Michelle Zink (en).

## Adaptation cinématographique
Le 4 décembre 2012, Becca Fitzpatrick annonce sur son site internet que les droits du premier tome Hush, Hush ont été vendus à LD Entertainment. Pourtant Becca avait auparavant affirmé ne pas vouloir vendre les droits du film.
Patrick Sean Smith, a été chargé de la conversion du livre en script. 
Pour les acteurs qui interpréteront les personnages, rien n'a encore été dévoilé, les auditions n'ayant pas encore commencé. Becca a toutefois confié que, lorsqu'elle a commencé à écrire Hush, Hush (il y a dix ans de cela), elle imaginait Emmy Rossum en Nora et Steven Strait en Patch. Toutefois, elle ajoute aussi que, selon elle, les acteurs sont malheureusement devenus trop vieux pour jouer Patch et Nora .
Le tournage devrait normalement commencer en automne 2013, et le film serait prévu pour 2014 ou 2015.
Mais l'auteur a récemment annoncé que le moment pour cette adaptation était mal choisie et donc qu'elle n'était plus prévu pour le moment.  
En 2018, le projet de l'adaptation cinématograpique de la saga hush hush a été repris. Il a été annoncé que Nora sera interprétée par Liana Liberato et Wolfgang Novogratz jouera Patch.   

## Adaptation en comics
Une adaptation graphique de Hush, Hush a vu le jour, le 20 mars 2012 aux États-Unis, dessinée par Jennyson Rosero, aux éditions Sea Lion Books, le premier roman graphique est de 120 pages. 
Le premier roman, Hush, Hush, sera adapté en trois graphic novel.